# Isla Margarita
Øen Isla Margarita ligger i det Caribiske Hav. Sammen med øerne Car og Cubagua, er det den eneste østat i Venezuela, kaldet Nueva Esparta. Øen spillede en vigtig rolle i historien om uafhængighed i Venezuela. Efter dette fokuserede man på handel, som blev udviklet med hjælp fra udenlandske rejsende, der hovedsageligt kom fra Spanien og indbyggerne på øen.
Dens placering er i det sydøstlige Caribien i det nordøstlige Venezuela, nord for halvøen Araya i delstaten Sucre. Øens klima er tropisk, og dette, sammen med dens eksotiske strande og bjerge, har gjort den kendt som Caribiens perle.
Øen er en frihandelszone uden moms og afgifter. Den besøges derfor af mange venezuelanere fra fastlandet, som ønsker at handle toldfrit. Der købes whisky, som så tages med til fastlandet.

## Galleri
- Cerro El Copey, vista desde la cima
- Playa El Yaque
- Macanao